# Roizy
Roizy é uma comuna francesa na região administrativa de Grande Leste, no departamento das Ardenas. Estende-se por uma área de 11,15 km². Em 2010 a comuna tinha 222 habitantes (densidade: 19,9 hab./km²).